# Bruno Robilliard
 (septembre 2012).
Œuvres principales
Obsession pour violon et piano Trois études pour le piano Trio (violon, violoncelle, piano), impressions successives
Bruno Robilliard est un pianiste, improvisateur et professeur français, né le 23 décembre 1963 à Antibes.

## Biographie
Bruno Robilliard, fils de Louis Robilliard, entre à 14 ans au Conservatoire national supérieur de musique et de danse de Paris dans la classe de Germaine Mounier en piano et Geneviève Joy en musique de chambre. Il obtient ses certificats d'analyse et de déchiffrage, et remporte, à 17 ans, ses premiers prix de piano et de musique de chambre. En 1994, il obtient son Certificat d'aptitude professionnelle de professeur de piano.
Il est actuellement professeur de déchiffrage au Conservatoire national supérieur de musique et de danse de Lyon et professeur de musique de chambre au conservatoire de Toulon.
De 1987 à 1994, il a été l'accompagnateur de la classe de flûte de Maxence Larrieu au Conservatoire de Genève.
Il est l’auteur de plusieurs pièces de musique de chambre ("Obsession" pour violon et piano, "Impressions successives" pour violon,violoncelle et piano), et a été primé pour ses enregistrements d'Hélène de Montgeroult ("La marquise et la marseillaise") et de Felix Mendelssohn : 5 "diapasons" et 4 étoiles "Le Monde de la musique".

## Discographie
- De Baudelaire à Proust : Sonates françaises pour Violon et Piano, Franck, Fauré et Debussy, Virginie Robilliard (violon) et Bruno Robilliard (piano). Hortus 128, 1 CD, 2015
- La Marquise et la Marseillaise : Études, Fantaisie, Sonate & Fugue. France : Hortus, 2006. 1 CD, Hortus 048. 4 étoiles Le Monde de la Musique ; 5 Diapason.
- Sonates Pour Violon Et Piano : Schumann, Fauré et Robilliard, Virginie Robilliard (violon) et Bruno Robilliard (piano). XCP, 1 CD, XCP 5019.
- Felix Mendelssohn : Fantasie et sonate. XCP, 1 CD, 1995, XCP 5023. 4 étoiles Le Monde de la Musique ; 5 Diapason.
- Rencontre autour de la musique de chambre - Robert Schumann : Quatuor Ravel et Bruno Robilliard (piano) Lazer Production, 1 CD, 1998, enregistrement salle Molière Lyon.
- Un rendez vous avec Schumann… - Robert Schumann : Bruno Robilliard (piano), Jean Michel Fonteneau (violoncelle), Giovanni Battista Fabris (violon), Zoltan Foth (alto) et Elisabeth Rigollet (piano). Lazer Production, 1 CD, 1998, enregistrement salle Molière Lyon.
- Bruno Grossi et Bruno Robilliard : Albert Franz Doppler, Paul Hindemith, Frank Martin, Robert Schumann, Claude Debussy, Christoph Willibald Gluck. Bruno Grossi (flûte) et Bruno Robilliard (piano). Cascavelle édition, 1 CD, 1998, VEL 3007.
- Bruno Grossi et Bruno Robilliard : Cesar Franck, Gabriel Pierné, Philippe Gaubert, Charles-Edouard Lefebvre. Bruno Grossi (flûte) et Bruno Robilliard (piano). Falaut Collection, 1 CD, 2005.
- Charles-Marie Widor et Louis Vierne : Sonates pour violoncelle et piano. Francis Gouton (violoncelle) et Bruno Robilliard (piano). XCP, 1 CD, 1994.